# دييغو مارتين رودريغيز
دييغو مارتين رودريغيز (بالإسبانية: Diego Martín Rodríguez Berrini) (4 سبتمبر 1989 بمونتفيدو في الأوروغواي - ) هو لاعب كرة قدم أوروغواني في مركز الوسط، شارك في الألعاب الأولمبية الصيفية 2012. وشارك مع منتخب الأوروغواي تحت 20 سنة لكرة القدم ومنتخب الأوروغواي تحت 23 سنة لكرة القدم. أما مع النوادي، فقد لعب مع إنديبندينتي وديفينسور سبورتينغ وغودوي كروز ونادي أودينيزي.

## وصلات خارجية
- دييغو مارتين رودريغيز على موقع قاعدة بيانات كرة القدم.إي يو (الإنجليزية)
- دييغو مارتين رودريغيز على موقع Soccerway.com (الإنجليزية)
- دييغو مارتين رودريغيز على موقع أوليمبيديا (الإنجليزية)
- دييغو مارتين رودريغيز على موقع AS.com (الإسبانية)